# Heinrich Gelzer
Heinrich Gelzer (Berlín, 1 de julio de 1847-Jena, 11 de julio de 1906) fue un filósofo clásico alemán. Su hijo, llamado como él, era novelista y su padre era el historiador suizo Johann Heinrich Gelzer.
Entre otras universidades, fue profesor en la Universidad de Jena donde había estudiado, y escribió, entre otros, sobre Giges de Lidia o Sexto Julio Africano;  sobre escritura cuneiforme y mitología armenia.

## Obra
- Sextus Julius Africanus und die byzantinische Chronographie (tres volúmenes)
- Georgii Cyprii Descriptio orbis romani (1890)
- Index lectionum Ienae (1892)
- Leontios' von Neapolis Leben des heiligen Johannes des Barmherzigen, Erzbischofs von Alexandrien (1893)
- Geistliches und Weltliches aus dem türkisch-griechischen Orient (1900)
- Ungedruckte und ungenügend veröffentlichte Texte der Nottiae episcopatuum. Ein Beitrag zur byzantinischen Kirchen- und Verwaltungsgeschichte (1901)
- Vom heiligen Berge und aus Makedonien. Reisebilder aus den Athosklöstern und dem Insurrektionsgebiet (1904}
- Scriptores sacri et profani ... vol. 4. Des Stephanos von Taron armenische Geschichte (1907) con A. Burckhardt
- Byzantinische Kulturgeschichte (1909)
- Patrum nicaenorum nomina, con Heinrich Hilgenfeld y Otto Cuntz
- Ausgewählte kleine Schriften
- Der altfranzösische Yderroman (1913)